# Neil Paterson
James Edmund Neil Paterson (* 31. Dezember 1915 in Greenock, Inverclyde, Schottland; † 19. April 1995 in Crieff, Perth and Kinross, Schottland) war ein schottischer Fußballspieler sowie Schriftsteller und Drehbuchautor.

## Leben
Nach seinem Abschluss an der University of Edinburgh war Paterson Mitte der 1930er als Amateurfußballer bei Leith Athletic und Dundee United in der Scottish Football League aktiv. In der Saison 1936/37 wurde Paterson zum Mannschaftskapitän von Dundee United ernannt und erzielte in dieser Spielzeit in 26 Spielen neun Tore. Nach dieser Saison beendete Paterson seine fußballerische Laufbahn und widmete sich fortan dem Journalismus.
Paterson begann zunächst in Dundee als Sportreporter für eine Zeitung zu arbeiten. Im Zweiten Weltkrieg meldete er sich zur Navy und überlebte die Bombardierung des Schiffs HMS Vanessa. Nach Kriegsende entwickelte er sich zum Schriftsteller. Doch erst 1953 gelang Paterson der Durchbruch, als einer seiner Romane, Man on a Tightrope, von Elia Kazan in einen Film adaptiert wurde.
Zu Neil Patersons zehn Drehbüchern, die er überwiegend in den 1950er Jahren schrieb, zählte auch das 1959 produzierte Filmdrama Der Weg nach oben, für welches Paterson 1960 mit dem Oscar in der Kategorie Bestes adaptiertes Drehbuch ausgezeichnet wurde.
Im weiteren Verlauf seiner Karriere übernahm Paterson weitgehend administrative Führungspositionen, so unter anderem als Gouverneur des British Film Institute und als Studioboss des schottischen Fernsehsenders Grampian Television.
Neil Paterson, der drei Söhne hatte, starb 1995 im Alter von 78 Jahren.

## Werke
- Wettfahrt nach China. Rowohlt Hamburg.
- Thirza, Tochter der See. Rowohlt Hamburg.
- Ein Mann auf dem Drahtseil / George Wilson. Zwei Erzählungen. Übersetzer: Arno Schmidt, Rowohlt Hamburg, 1953.

## Filmografie (Auswahl)
- 1953: Besiegter Haß (The Kidnappers)
- 1957: Schau nicht zurück (High Tide at Noon)
- 1957: Kostbare Bürde (The Shiralee)
- 1958: Kleine Übeltäter (Innocent Sinners)
- 1959: Der Weg nach oben (Room at the Top)
- 1962: Am schwarzen Fluß (The Spiral Road)